# Valentyne Suite
| Recensione | Giudizio |
| ---------- | -------- |
| AllMusic   |          |

Valentyne Suite è il secondo album pubblicato dal gruppo progressive rock britannico Colosseum, nel 1969.
È da molti considerato tra i primi dischi progressive per via della lunga suite che dà il titolo all'album.

## Tracce

### Lato A
1. The Kettle - 4:28
2. Elegy - 3:13
3. Butty's Blues - 6:45
4. The Machine Demands a Sacrifice - 3:54

### Lato B
1. The Valentyne Suite
Theme One - January's Search - 6:20
Theme Two - February's Valentyne - 3:36
Theme Three - The Grass Is Always Greener... - 6:57

## Formazione
- Dave Greenslade - tastiere
- Dick Heckstall-Smith - sassofono
- Jon Hiseman - batteria
- James Litherland - chitarra, voce
- Tony Reeves - basso